# رانبير رانو
رانبير رانو، (بالإنجليزية: Ranbir Rano)‏، مسلسل هندي، من إنتاج قناة زي تي في

## قصة المسلسل
تتمحور قصة المسلسل في قرية ديرا-باسي التي يعيش فيها كلا من رانبير ورانو
وتبدا القصة منذ ان كانوا صغيرين وبالتحديد عندماعطى رانبير لرانو ساعة لاجل ان لاتشعر بالحزن
ولكن في أحد الأيام عندما تريد رانو الذهاب إلى دارامسالا تلتقي برانبير الذي هو حب حياتها
ومن الاحداث حتى يواجهوا عقابات الحب معا

## نجوم المسلسل
- Vinay Rohrra / رافي دوبي.
- ساكشي تلوار.
- Achint Kaur ... Preet Bahan-Jee, Ranbir's eldest sister
- Deep Dhillon... Ranbir's father
- Rajendra Gupta ... Bau-Jee, Rano's Father
- بانكاج بيري.
- Kunika Lal ... Kamla, Rano's Step mother
- Rohit Bhardwaj ...Sukhi, Rano's step brother.
- Mihika Verma... Tina, Ranbir's close friend
- تارون مادام.[1][2]